# 케빈 피터 홀
케빈 피터 홀(Kevin Peter Hall, 1955년 5월 9일 ~ 1991년 4월 10일)는 미국의 배우, 선수, 영화배우, 텔레비전 배우이다.
피츠버그에서 태어났으며 할리우드에서 사망하였다. 사인은 폐렴이다.

## 방송
- 슈퍼 특공대

## 영화
- 프레데터 2 (1990년) - 프레데터 역
- 부활자 (1989년)
- 해리와 헨더슨 (1987년)
- 프레데터 (1987년) - 프레데터/마지막 헬리콥터 조종사 역
- 미라클 인간 (1985년)
- 슈퍼 특공대 (1985년)
- 와일드 라이프 (1984년)
- 다크 나이트 (1983년)
- 붉은 거미 (1980년)